# Lugnsjön (naturreservat)
Lugnsjön är ett naturreservat i Söderhamns kommun i Gävleborgs län.
Området är naturskyddat sedan 1972 och är 36 hektar stort. Reservatet omfattar sjön Lugnsjön och söder därom nedre delen av nordsluttningen av Klapperberget. Reservatet består lundvegetation närmast stranden.